# Abertamy
Abertamy é uma cidade checa localizada na região de Karlovy Vary, distrito de Karlovy Vary.